# ريتشارد بيلوتشي
ريتشارد بيلوتشي (بالإنجليزية: Richard Bellucci)‏ ( من مواليد 22 أبريل 1914 - تُوفى في 22 ديسمبر 2005) وهو مخترع أمريكي وجراح وأخصائي في طب الأنف والأذن والحنجرة. اخترع مقص صغير وأسماه على اسمه بيلوتشي" Bellucci". كما له عمل بارز في مجال جراحة الأذن المجهرية.
شغل بيلوتشي منصب رئيس الجمعية الأمريكية للعلماء ورئيسا لطب الأنف والأذن والحنجرة في كلية نيوريوك للطب ومستشفى مانهاتن للعيون والأذن والحنجرة.
كان بيلوتشي رائدا في استئصال عظمة الأذن"stapedectomy" وهو إجراء جراحي للأذن الوسطى من أجل تحسين السمع لعلاج المرضى الذين يعانون من تصلب العظام وضعف السمع.
كان ريتشارد رائدا في جراحة الأذن المجهرية.

## حياته وتعليمه
ولد بيلوتشي في مدينة نيويورك في عائلة من المهاجرين الإيطاليين. تخرج من جامعة نيويورك في عام 1936. تخرج من كلية الطب في جامعة كريتون في أوماها (نبراسكا) في عام 1942 مع درجة الدكتوراه.